# Lycée d'Istanbul

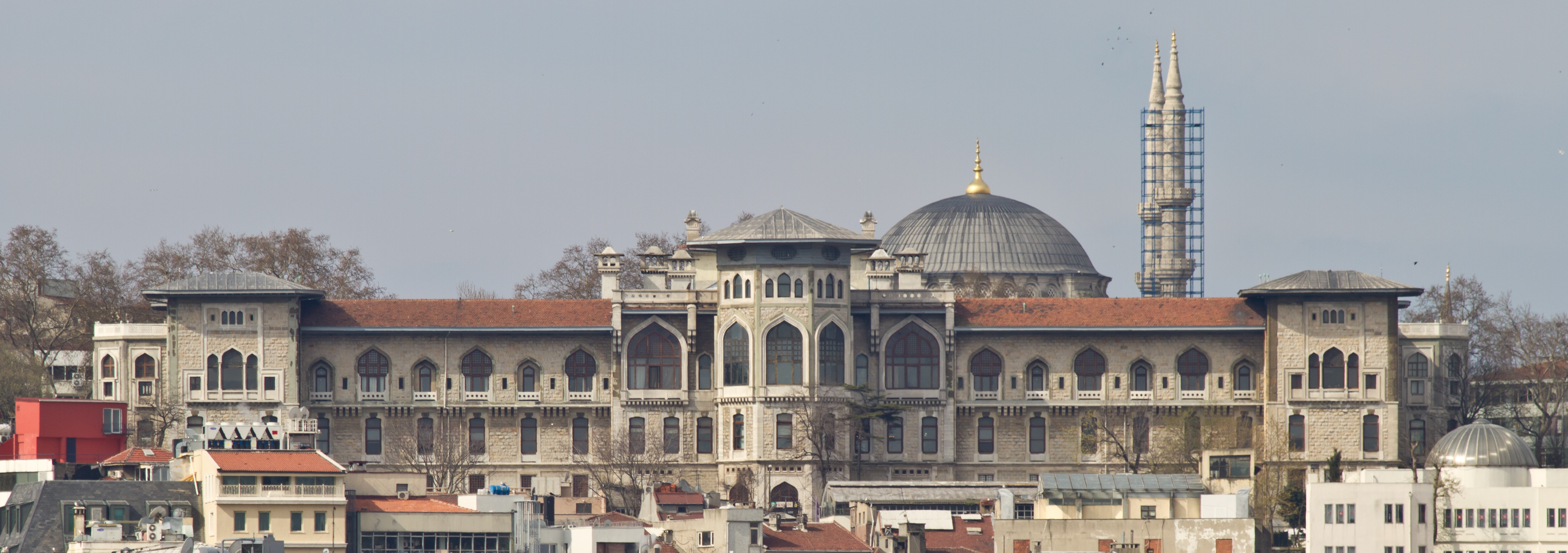
Istanbul Erkek Lisesi

Le lycée d'Istanbul (en turc : İstanbul Erkek Lisesi, abrégé en İEL, signifiant lycée de garçons d'Istanbul), est un des plus anciens lycée de Turquie de renommée internationale. Il est considéré comme faisant partie des lycées publics turcs d'élite. L'Allemagne le reconnaît comme Deutsche Auslandsschule (École allemande internationale).
Le lycée d'Istanbul se situe dans le quartier de Hobyar, dans le district Fatih de la ville d'Istanbul. Il a changé de locaux plusieurs fois dans son histoire. Le lycée utilise le même bâtiment depuis 1933. Le bâtiment qui a été conçu par les architectes Alexandre Vallaury et Raimondo D'Aronco et inauguré en 1882 en tant que bâtiment du Düyun-u Umumiye (Conseil de l'administration des dettes et revenus ottoman), surplombe l'entrée du Bosphore et la Corne d'Or. Un nouveau bâtiment adjacent au bâtiment historique principal a été inauguré en 1984, offrant de nouveaux espaces et des équipements sportifs. Le turc et l'allemand sont enseignées en première langue. La deuxième langue enseignée est l'anglais.

## Anciens élèves
- Peyami Gurel

## Source
- (en) Cet article est partiellement ou en totalité issu de l’article de Wikipédia en anglais intitulé « Istanbul High School » (voir la liste des auteurs).